# Bèstia de Gavaldà

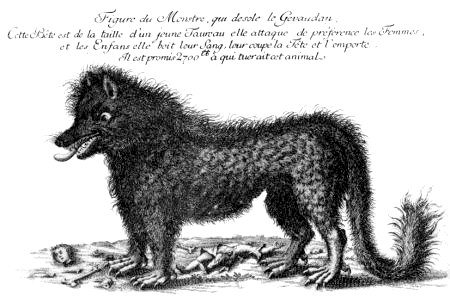
Una representació d'època "del monstre que fa estralls al Gavaldà"

La bèstia de Gavaldà (en francès la Bête du Gévaudan) hauria estat un misteriós animal a qui es van atribuir, entre el 30 de juny de 1764 i el 19 de juny de 1767, desenes d'atacs mortals contra persones (entre 88 i 124), principalment a la regió occitana de Gavaldà.
Tot i que en aquella època es calcula que a França hi havia uns 20.000 llops, i que atacs d'aquest tipus no eren rars, el fenomen de Gavaldà va obtenir ràpidament un ressò excepcional. Per atrapar la "bèstia" es van arribar a mobilitzar tropes reials, i la natura d'aquesta va donar lloc a tota mena d'especulacions: llop gegantí, animal exòtic tipus hiena, home llop, un foll assassí en sèrie o fins i tot un complot sàdic ordit per diverses persones; els seus atacs es van atribuir tant a un càstig diví com al fet que seria un animal domat expressament per a matar. En tot cas, el drama va resultar molt oportú per a la premsa, que des de la fi de la Guerra dels Set Anys patia d'una manca de vendes; així, el Courrier d'Avignon local, seguit per La Gazette de France d'àmbit estatal, van seguir l'afer convertint-lo en un veritable fulletó ràpidament adoptat per altres publicacions europees.
Entre el 1764 i el 1767 es van matar dos animals considerats la "bèstia". El primer va ser un gran llop, abatut el setembre de 1765 per l'arcabusser François Antoine al territori de l'abadia reial des Chazes. A partir d'aquesta data, els diaris i els tribunals va deixar d'interessar-se pel monstre, tot i que se li van seguir atribuint morts posteriorment. El segon animal va ser caçat el 19 de juny de 1767 per Jean Chastel, un habitant de La Besseyre-Saint-Mary. Segons la tradició, l'animal mort per Chastel, una mena de gos llop, era l'autèntica bèstia de Gavaldà, ja que a partir d'aleshores no se li va atribuir cap més mort.

## La llegenda

L'escut de Paulhac de Marjarida, adoptat el 2001, mostra dues "bèsties de Gavaldà"

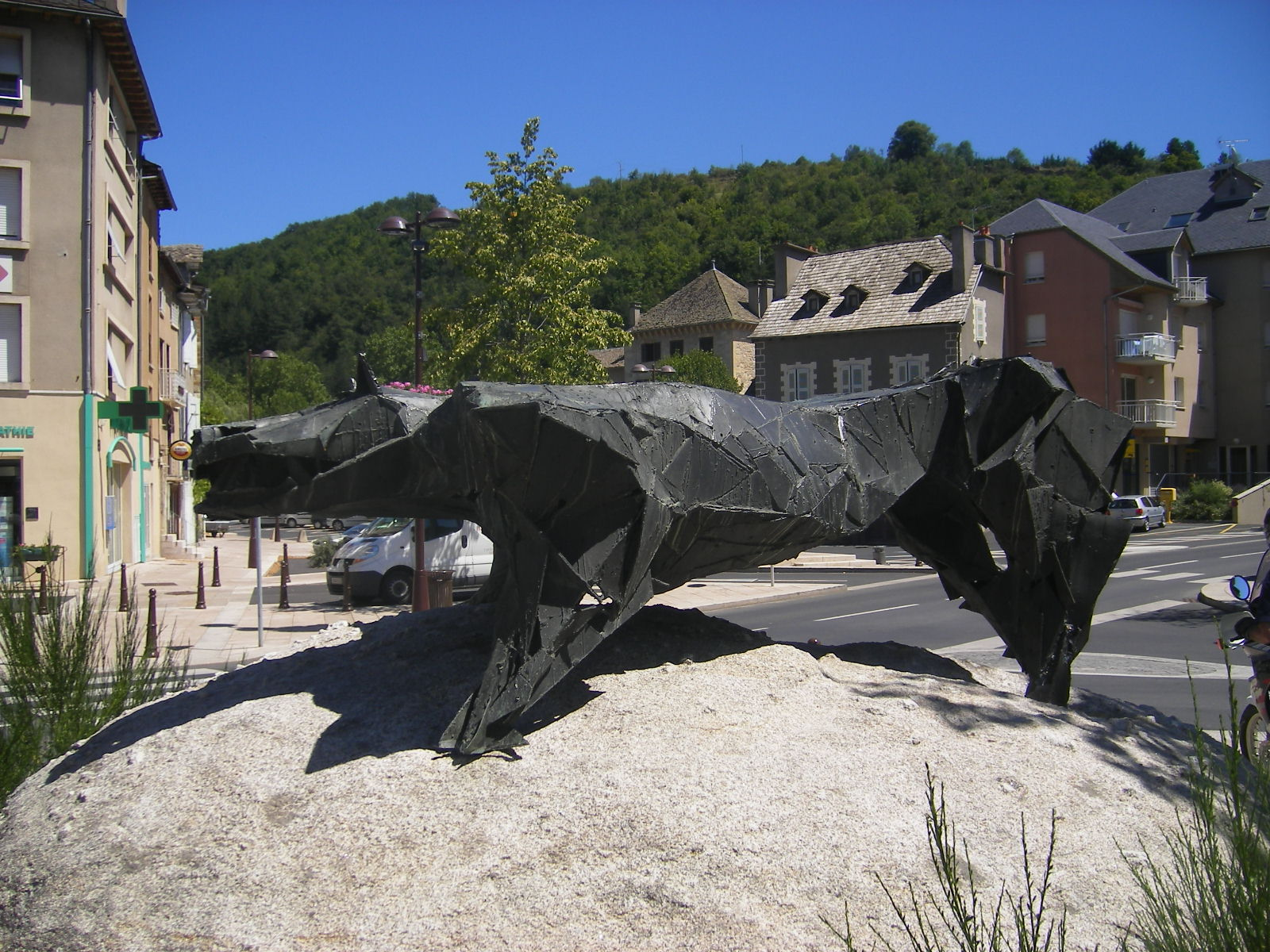
Estàtua de la bèstia a Maruèjols

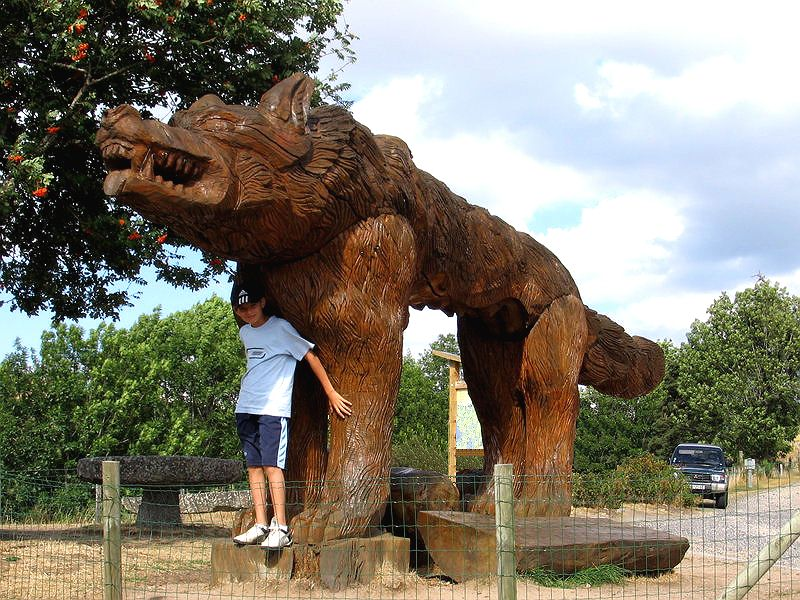
Escultura de la Bête du Gévaudan a Saug

La regió on la bèstia fa fer estralls s'ha anat apropiant a poc a poc de la llegenda, veient aparèixer museus, estàtues i senders que hi fan referència:
- A Saint-Privat-d'Allier s'hi troba una estàtua.
- A Saug, també hi ha una estàtua de fusta així com al Museu de la Bête du Gévaudan, que restitueix, amb personatges de guix i efectes sonors, l'ambient de terror que va prevaldre al territori entre 1764 i 1767.[8]
- A Auvers, hi ha una altra estàtua que representa el combat d'una de les víctimes, Marie Jeanne Vallet, contra la bèstia.[9]
- Jean Chastel, el vencedor de la bèstia, té una estela a La Besseyre-Saint-Mary, el seu poble natal.
- A Maruèjols també hi ha una estàtua, tot i que la bèstia no es va acostar mai a aquesta població.
- El 2010, la comuna de Lo Malasiu va inaugurar igualment una estàtua representant la lluita d'una dona del poble contra la bèstia.[10]

A més d'això, existeix el Parc dels llops del Galvadà, on hi ha documents relatius a la llegenda, i moltes empreses i clubs esportius del Losera i l'Alt Loira fan servir la bèstia de Galvadà com a emblema.
A part d'una extensa bibliografia, aquesta història també ha estat l'objecte de diverses adaptacions cinematogràfiques (en destaca Le pacte des loups), teatrals i de molts documentals.